# بخش کنعان (شهرستان مورو، اوهایو)
بخش کنعان (به انگلیسی: Canaan Township) یک منطقهٔ مسکونی در ایالات متحده آمریکا است که در شهرستان مورو، اوهایو واقع شده‌است.
 بخش کنعان ۷۱٫۱ کیلومتر مربع مساحت و ۹۶۳ نفر جمعیت دارد و ۳۱۲ متر بالاتر از سطح دریا واقع شده‌است.